# Combretum dolichopodum
Combretum dolichopodum là một loài thực vật có hoa trong họ Trâm bầu. Loài này được Gilg mô tả khoa học đầu tiên năm 1921.